# Liberia ai Giochi della XXXII Olimpiade
La Liberia ha partecipato ai Giochi della XXXII Olimpiade, che si sono svolti a Tokyo, Giappone, dal 23 luglio all'8 agosto 2021 (inizialmente previsti dal 24 luglio al 9 agosto 2020 ma posticipati per la pandemia di COVID-19) con tre atleti, due uomini e una donna.
È stata la quattordicesima partecipazione di questo paese ai Giochi estivi.

## Delegazione
| Sport            | Uomini | Donne | Totale |
| ---------------- | ------ | ----- | ------ |
| Atletica leggera | 2      | 1     | 1      |
| Totale           | 2      | 1     | 3      |

## Risultati

### Atletica leggera
| Q | Qualificato al turno successivo per la posizione in qualificazione                                                           |
| q | Qualificato per il turno successivo per ripescaggio o, negli eventi su campo, conquistando la misura minima per qualificarsi |

Maschile
Eventi su pista e strada
| Atleta            | Evento      | Batteria  | Batteria  | Semifinale      | Semifinale      | Finale          | Finale          |
| Atleta            | Evento      | Risultato | Posizione | Risultato       | Posizione       | Risultato       | Posizione       |
| ----------------- | ----------- | --------- | --------- | --------------- | --------------- | --------------- | --------------- |
| Emmanuel Matadi   | 100 m piani | 10"25     | 5º        | non qualificato | non qualificato | non qualificato | non qualificato |
| Emmanuel Matadi   | 200 m piani | DNS       | DNS       | DNS             | DNS             | DNS             | DNS             |
| Joseph Fahnbulleh | 200 m piani | 20"46     | 2º Q      | 19"99           | 2º Q            | 19"98           | 5º              |

Femminile
Eventi su pista e strada
| Atleta         | Evento      | Batteria  | Batteria  | Semifinale | Semifinale | Finale          | Finale          |
| Atleta         | Evento      | Risultato | Posizione | Risultato  | Posizione  | Risultato       | Posizione       |
| -------------- | ----------- | --------- | --------- | ---------- | ---------- | --------------- | --------------- |
| Ebony Morrison | 100 m piani | 13"00     | 6ª q      | 12.74      | 6ª         | non qualificata | non qualificata |